# Juef
Juef war ein altägyptischer Priester, der am Beginn der 18. Dynastie lebte. Er ist von einer Stele aus Edfu bekannt, die sich heute im Ägyptischen Museum in Kairo (JdE 27091; CG 34009) befindet. Auf dieser Stele befindet sich eine kurze biographische Inschrift. Der Text ist zum großen Teil gut erhalten, trotzdem sind einige Phrasen schwer verständlich. Die biographische Inschrift ist in der Forschung von Interesse, da Juef unter zwei Königinnen diente. Der Text berichtet, dass Juef von der Königsmutter Ahhotep zum zweiten Priester der Abgaben des Altars, Türsteher des Tempels und Reinigungspriester ernannt wurde. Er berichtet daraufhin, dass er das Grab der Königstochter Sobekemsaf verfallen vorgefunden habe und er es renovieren ließ. Bei der Königstochter Sobekemsaf handelt sich wahrscheinlich um die Gemahlin des Nub-cheper-Re Anjotef. Aus anderen Quellen ist bekannt, dass sie ein Grab in Edfu hatte.
Juef berichtet dann, dass er eine Statue der Ahhotep von der Königin erhielt, wahrscheinlich um einen Statuenkult durchzuführen. Er diente auch unter Königin Ahmose, der Gemahlin von König Thutmosis I. und wurde zum Schreiber des Gottessieglers befördert. Auch Ahmose beschenkte ihn mit einer Statue sowie mit Lebensmitteln und Ländereien.